# Drissa Camara
Pour les articles homonymes, voir Camara.
Drissa Camara, né le 18 février 2002 à Abobo en Côte d'Ivoire, est un footballeur ivoirien qui évolue au poste de milieu central au Parme Calcio.

## Biographie

### En club
Né à Abobo en Côte d'Ivoire, Drissa Camara est formé en Italie, au Parme Calcio qu'il rejoint en 2017.
Il joue son premier match en professionnel le 25 novembre 2020, à l'occasion d'une rencontre de coupe d'Italie face au Cosenza Calcio. Il entre en jeu lors de ce match remporté par son équipe par deux buts à un,.
Camara inscrit son premier but en professionnel lors d'une rencontre de coupe d'Italie face à l'US Salernitana le 7 août 2022. Buteur une minute après son entrée en jeu, il participe au succès de son équipe par deux buts à zéro.

### En sélection
Drissa Camara est convoqué avec l'équipe de Côte d'Ivoire des moins de 23 ans en mars 2023, par le sélectionneur Emerse Faé. Il joue un match avec cette sélection lors de ce rassemblement, le 24 mars 2023 contre l'Ouzbékistan. Il est titularisé et les deux équipes se neutralisent (0-0 score final).